# 塞特努滕峰
72°3′S 4°45′E / 72.050°S 4.750°E
塞特努滕峰是南極洲的山峰，位於東部南極洲的毛德皇后地，屬於穆利格-霍夫曼山脈的一部分，處於佩特雷爾費勒特山以南1.9公里，海拔高度2,745米。